# Extremofil

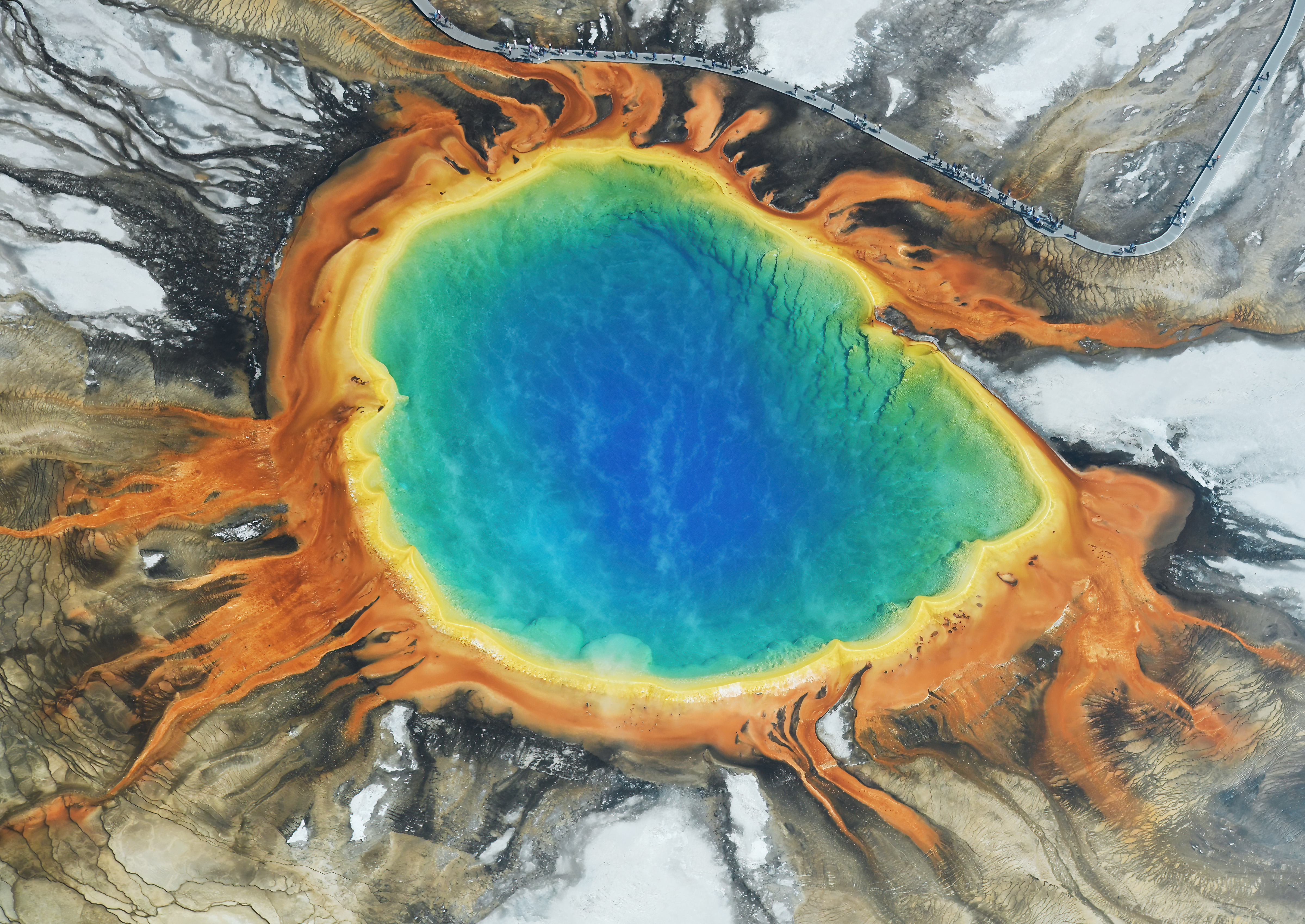
Hőforrás a Yellowstone Nemzeti Parkban. Partját 71 °C-os vízében élő termofil archeák, baktériumok és algák teszik színessé.

Az extremofil olyan élőlény, mely olyan, szélsőséges fizikai vagy kémiai tulajdonságokkal bíró élőhelyekhez alkalmazkodott (vagy egyenesen képtelen más környezetben élni), melyben az élőlények többsége azonnal elpusztulna. Nagy részük archea, de számos más élőlénycsoport (baktériumok, rovarok, gombák, eukarióta mikroalgák) is megtalálható köztük.
Az ilyen élőlények vizsgálata segít megismerni a földi típusú élet tűréshatárait, az asztrobiológia számára fontos információt nyújtanak arról, hogy hol várható földön kívüli élet felfedezése.

## Magas hőmérsékleten élők
Azokat az élőlényeket, amik 45 °C fölött növekednek a legjobban, termofilnek hívják. Ilyen élőhelyek a mélytengerekben megtalálható hidrotermális kürtők és egyes termálvizek.
A 80 °C-nál is magasabb hőmérsékleten élő élőlények a hipertermofilek. Az egyik elsőként felfedezett hipertermofil a Methanothermus fervidus, amit egy izlandi hőforrásból izoláltak. 97 °C-os vízben is képes növekedni. Anyagcseréje során oxigént nem használ; szén-dioxid és hidrogén felhasználásával metánt termel. A Methanopyrus kandleri nevű faj még ennél is magasabb hőmérsékleten, 122 °C-n is szaporodik.

## Alacsony hőmérsékleten élők
A Föld élőhelyeinek egy jelentős része (például a mélytengerek) 5 °C-nál hidegebb. Az ezt elviselő (de közepes hőmérsékleten jobban növő) élőlényeket pszichrotrófnak, az ilyen élőhelyeket kifejezetten kedvelőket pedig pszichrofilnek nevezik. A két kifejezést néha felcserélhetően használják. A legtöbb hidegben élő élőlény pszichrotróf, a valódi pszichrofilek ritkák.
Pszichrotrófok a hűtőszekrényben növekvő, ételek megromlását okozó baktériumok. Ide tartozik számos talajlakó és tengeri élőlény is.
A kevés valódi pszichrofil faj egyike a Methanogenium frigidum, ami egy antarktiszi tóban él. 18 °C feletti hőmérsékleten nem képes növekedni.

## Szélsőséges kémhatáson élők
A savas környezetet kedvelő élőlényeket acidofilnek, a lúgos környezetet kedvelőket pedig alkalofilnek hívják. Acidofil például a Picrophilus torridus, amit rendkívül savas, 0,5-ös pH-jú talajból izoláltak. Az alkalofilek közé tartozik a Natronomonas pharaonis.

## Egyéb szélsőséges környezeti tényezők
A szokottnál nagyobb sókoncentrációt elviselő illetve kedvelő élőlények halotoleránsak illetve halofilek.
A magas nyomást kedvelőek a piezofilek, vagy más néven barofilek.
A nagy dózisú radioaktív sugárzást elviselő élőlényeket radiorezisztensnek hívják. Egy hipotézis szerint egyes élőlények nem csak elviselik, hanem képesek energaforrásként hasznosítani is a radioaktív sugárzást az úgynevezett radioszintézis során.

## Poliextremofília
Azokat az élőlényeket, amik több környezeti tényezővel szemben is szélsőséges igényeket támasztanak, poliextremofilnek hívják. Ez számos kombinációban előfordulhat.
A termoacidofil mikroorganizmusok magas hőmérsékleten, savas környezetben élnek, gyakran szolfatárákban (kénes gázokat kibocsátó nyílás a földkéregben). Sok ide tartozó faj vasat vagy ként használ energiaforrásnak, és képes elviselni a nehézfémek magas koncentrációját. Ezen tulajdonságaik miatt megtalálhatók bányák nehézfémekkel szennyezett anyagaiban is. Ide tartozik a korábban említett Picrophilus torridus is.
A termo-piezofil szervezetek forró, nagy nyomású élőhelyeket (például mélytengeri kürtőket) kedvelnek. Közéjük tartozik a Marinitoga piezophila, amit 2630 m mélyről izoláltak. Számára az optimális környezetet a 65 °C-s hőmérséklet és a légköri nyomás közel 400-szorosa jelenti.